# Ampelisca spinifer
Ampelisca spinifer är en kräftdjursart som beskrevs av Reid 1951. Ampelisca spinifer ingår i släktet Ampelisca och familjen Ampeliscidae. Inga underarter finns listade i Catalogue of Life.